# ルイーズ・ペニー
ルイーズ・ペニー（Louise Penny、1958年7月1日 - ）は、カナダの推理作家。作家に転向する前は、カナダ放送協会でラジオ記者をしていた。
ケベック州の小さな村、スリー・パインズ村の「ガマシュ警部」を主人公とした作品群で、2007年から2010年にかけて、アガサ賞長編賞を4年連続で受賞したほか、複数のミステリの賞を受賞またはノミネートされている（詳細は#受賞・ノミネート歴参照）。作品は23カ国語に翻訳されている。

## 経歴

### 出生、CBC（カナダ放送協会）でのキャリア
1958年、トロントに生まれる。フィクション、ノンフィクション問わず何でも読む読書家で、特にミステリを好んでいた母親の影響で、ルイーズ自身もアガサ・クリスティ、ジョルジュ・シムノン、ドロシー・L・セイヤーズ、マイクル・イネスなどを読んで育った。
1979年、ライアソン工芸専門学校（現・ライアソン大学）でラジオ・テレビの学士を取得。卒業後（21歳）、約18年間ラジオの司会者やジャーナリストとしてカナダ放送協会に勤めた。勤め始めた当時は、友人や家族と離れた地での仕事で感じていた寂しさや孤独感から逃げるように次第にアルコールに走っていくが、35歳の時にアルコール依存であると自覚してからは禁酒を続けている。その後間もなく、ブラインドデート（面識のない男女が第三者の紹介でデートすること）で後の夫となるモントリオールの血液学者のマイケル・ホワイトヘッドと出会った。

### 作家への転向
結婚後、CBCを退職し作家に転向する。当初は歴史小説を書いていたが書き上げることができず、ジャンルをミステリに変更した。処女作『スリー・パインズ村の不思議な事件』（原題：Still Life ）は、英国推理作家協会のデビュー・ダガー賞は800作のエントリーの中から惜しくも第2位になったが、ニュー・ブラッド・ダガー賞（イギリス）、アーサー・エリス賞（カナダ）のほか、アメリカのディリス賞、アンソニー賞、バリー賞などを受賞した。これまでに出版された6作で、主だったミステリの賞に次々とノミネートされ、ほとんどの作品で受賞を果たしている。
ケベック州警察（Sûreté du Québec ）殺人課のガマシュ警部が登場する作品群はケベック州を舞台としているが、不可解な理由での殺人、牧歌的な田舎の風景、容疑者の多さ、レッドヘリング、ラスト数ページでのドラマティックな解決など、クリスティのようなイギリス風のフーダニットになっている。
2009年には、カナダの推理作家を奨励する新しい賞、the Unhanged Arthur for Best Unpublished First Novel の立ち上げに協力した。
現在は、モントリオール南部のノウルトン村に夫と暮らしている。

## 作品リスト
| #  | 邦題                             | 原題                                     | 刊行年 | 刊行年月  | 訳者       | 出版社                                            |
| -- | -------------------------------- | ---------------------------------------- | ------ | --------- | ---------- | ------------------------------------------------- |
| 1  | スリー・パインズ村の不思議な事件 | Still Life                               | 2005年 | 2008年7月 | 長野きよみ | ランダムハウス講談社 〈ランダムハウス講談社文庫〉 |
| 2  | スリー・パインズ村と運命の女神   | A Fatal Grace                            | 2007年 | 2009年6月 | 長野きよみ | ランダムハウス講談社 〈ランダムハウス講談社文庫〉 |
| 3  | スリー・パインズ村の無慈悲な春   | The Cruelest Month                       | 2008年 | 2011年5月 | 長野きよみ | 武田ランダムハウスジャパン 〈RHブックス・プラス〉 |
| 4  | スリー・パインズ村と警部の苦い夏 | The Murder Stone (A Rule Against Murder) | 2009年 | 2012年7月 | 長野きよみ | 武田ランダムハウスジャパン 〈RHブックス・プラス〉 |
| 5  |                                  | The Brutal Telling                       | 2009年 |           |            |                                                   |
| 6  |                                  | Bury your Dead                           | 2010年 |           |            |                                                   |
| 7  |                                  | The Hangman                              | 2011年 |           |            |                                                   |
| 8  |                                  | A Trick of the Light                     | 2011年 |           |            |                                                   |
| 9  |                                  | The Beautiful Mystery                    | 2012年 |           |            |                                                   |
| 10 |                                  | How the Light Gets In                    | 2013年 |           |            |                                                   |

## 受賞・ノミネート歴
| タイトル                         | 年     | 賞                               | 結果       |
| -------------------------------- | ------ | -------------------------------- | ---------- |
| スリー・パインズ村の不思議な事件 | 2006年 | CWA賞 ニュー・ブラッド・ダガー賞 | 受賞       |
| スリー・パインズ村の不思議な事件 | 2006年 | アーサー・エリス賞 新人賞        | 受賞       |
| スリー・パインズ村の不思議な事件 | 2007年 | ディリス賞                       | 受賞       |
| スリー・パインズ村の不思議な事件 | 2007年 | アンソニー賞 新人賞              | 受賞       |
| スリー・パインズ村の不思議な事件 | 2007年 | バリー賞 新人賞                  | 受賞       |
| スリー・パインズ村と運命の女神   | 2007年 | アガサ賞 長編賞                  | 受賞       |
| スリー・パインズ村の無慈悲な春   | 2008年 | アガサ賞 長編賞                  | 受賞       |
| スリー・パインズ村の無慈悲な春   | 2009年 | アンソニー賞 長編賞              | ノミネート |
| スリー・パインズ村の無慈悲な春   | 2009年 | マカヴィティ賞 長編賞            | ノミネート |
| スリー・パインズ村の無慈悲な春   | 2009年 | バリー賞 長編賞                  | ノミネート |
| スリー・パインズ村と警部の苦い夏 | 2009年 | アーサー・エリス賞 長編賞        | ノミネート |
| The Brutal Telling               | 2009年 | アガサ賞 長編賞                  | 受賞       |
| The Brutal Telling               | 2010年 | アンソニー賞 長編賞              | 受賞       |
| Bury your Dead                   | 2010年 | アガサ賞 長編賞                  | 受賞       |
| Bury your Dead                   | 2011年 | アンソニー賞 長編賞              | 受賞       |
| Bury your Dead                   | 2011年 | マカヴィティ賞 長編賞            | 受賞       |
| Bury your Dead                   | 2011年 | アーサー・エリス賞 長編賞        | 受賞       |
| Bury your Dead                   | 2011年 | ネロ・ウルフ賞 長編賞            | 受賞       |
| A Trick of the Light             | 2012年 | アンソニー賞 長編賞              | 受賞       |
| The Beautiful Mystery            | 2013年 | マカヴィティ賞 長編賞            | 受賞       |
| How the Light Gets In            | 2014年 | エドガー賞 長編賞                | ノミネート |